# .kz
.kz — в Інтернеті, національний домен верхнього рівня (ccTLD) для Казахстану, відповідний йому сегмент Інтернету називають Казнет.

## Домени 2-го та 3-го рівнів
В цьому національному домені нараховується близько 43,400,000 вебсторінок (станом на червень 2016).
У наш час використовуються та приймають реєстрації доменів 3-го рівня такі доменні суфікси (відповідно, існують такі домени 2-го рівня):
| Суфікс   | Регламентовані користувачі                                            |
| .biz.kz  | Комерційні установи, корпорації                                       |
| .co.kz   | Комерційні установи, корпорації                                       |
| .com.kz  | Комерційні установи, корпорації                                       |
| .edu.kz  | Наукові та дослідницькі установи, коледжі, університети або інститути |
| .gov.kz  | Державні та урядові установи                                          |
| .in.kz   | Родини, приватні особи                                                |
| .int.kz  | Міжнародні організації                                                |
| .mobi.kz | Сервіси та вебмайданчики для мобільних пристроїв                      |
| .net.kz  | Провайдери, організації, пов'язані з мережами                         |
| .org.kz  | Неприбуткові, неурядові організації                                   |